# Ташлы-Елга (Иглинский район)
Ташлы-Елга (баш. Ташлыйылға) — деревня в Иглинском районе Республики Башкортостан Российской Федерации. Входит в состав Лемезинского сельсовета. 

## География

### Географическое положение
Расстояние до:
- районного центра (Иглино): 60 км,
- центра сельсовета (Нижние Лемезы): 5 км,
- ближайшей ж/д станции (Улу-Теляк): 20 км.

## Население
| 2002 | 2009 | 2010 |
| ---- | ---- | ---- |
| 28   | ↘23  | →23  |

Национальный состав
Согласно переписи 2002 года, преобладающая национальность — башкиры (96 %).